# Agathorn
Agathorn, dansk rock-band dannet i 1979 og stadig aktiv (2022) Var medvirkende til at skabe Roskildes ry som rock-by i 1980'erne og et af de første danske prog-rock bands.

## Medlemmer
- Henrik Dall, guitar
- Erik Havaleska, trommer
- Morten Bruun Pedersen, bas
- Jan Heidebo, keyboards og vokal

Tidligere medlemmer
- Lars Jensen, keyboards og guitar (1979-1985)
- Jan K. Madsen, guitar (1979-1982)

Bemærkelsesværdige live-acts:
Åbnede Roskilde Festival 1983,
30 års jubilæumskoncert, Gimle Roskilde, 2010, Roskilde Rock Galla 2020

## Stil
Agathorns stil betegnes mest som progressiv rock, i andre kilder beskrevet som symfonisk rock og teksterne er oftest præget af satire og samfundsengagement.

## Diskografi
Albums
- Agathorn, 1981
- Agathorn 3-4, 1987
- Agathorn Live at Gimle, Roskilde 2020

Single
- "The Child Inside", 1982